# يوجين لوفيبور
يوجين لوفيبور (11 نوفمبر 1838 – 9 أبريل 1908) عالم مصريات فرنسي.
عمل مع البعثة الأثرية الفرنسية في وادي الملوك ، وعمل في مقبرة رمسيس الرابع (مقبرة 2). وثق أيضا مقبرة سيتي الأول ووضع مخططات KV26 ، KV27 ، KV28 ، KV29 ، KV37 ، KV40 ، و KV59 وكذا WV24 و WV25. ونشر هذه المخططات مع وصف للمقابر في مؤلفاته.

## مؤلفاته
- “Les Hypogées royaux of Thèbes”, 1889
- Rites égyptiens : construction et protection des édifices, 1996